# 基列夫納河
基列夫納河是俄羅斯的河流，位於堪察加半島，河道全長約98公里，流域面積1,780平方公里，河水主要來自融雪和雨水，最終注入葉洛夫卡河。